# Керрі (фільм, 1976)
«Ке́ррі» (англ. Carrie) — американський кінофільм. Екранізація однойменного твору Стівена Кінга. Гран-прі МКФ. Не рекомендується перегляд дітям та підліткам молодше 16 років.

## Сюжет
Керрі Вайт страждає і в школі, і вдома. У школі — від насмішок і знущань однокласників, які бачать в ній гидке каченя. Вдома — від суворості та фанатизму матері, набожної пуританки. Одного разу її однокласниці жорстоко посміялися над нею, але одна з них, Сью Снелл, потім розкаялася і попросила свого хлопця запросити Керрі на випускний бал. Допомогла Керрі і вчителька, міс Коллінз.
Керрі була неабиякою дівчиною: ще в дитячі роки у неї почали проявлятися надприродні здібності до телекінезу. Це заважало їй мати нормальні стосунки з однокласниками. Випускний бал міг дати їй можливість налагодити відносини з ними. Вона наполягла на тому, щоб мати відпустила її на бал — Керрі дуже хотіла стати нормальною, звичайною дівчиною. Мати загрожувала їй небесними карами, але Керрі все одно пішла на бал з хлопцем на ім'я Томмі Росс. Під час балу Керрі зі скромної та тихої дівчини перетворилася на чарівну і товариську красуню, яка сподобалася багатьом присутнім. Вона була щаслива, проте її щастя тривало недовго: одна з її найзапекліших суперниць, Кріс Хангерсен, підмовила друзів підтасувати результати голосування, щоб Керрі вибрали королевою балу. Це знадобилося їй для того, щоб зіграти злий жарт над Керрі. Кріс Хангерсен разом зі своїм дружком Біллі Ноланом підготувала відро свинячої крові і, таємно поставивши його на дерев'яних балках стелі, перекинула вміст на Керрі саме в той самий момент, коли відбувалася її «коронація». Святкове вбрання і зачіска Керрі моментально забруднилися і перетворилися на мокре, брудне місиво. Усі присутні почали дружно сміятися над Керрі.
Керрі була глибоко шокована таким публічним приниженням і образою. Сльози мимоволі почали струмувати з її очей. Всередині неї все перекинулося і стислося в напружений клубок нервів. Такий душевний стан викликав різкий сплеск її телекінетичних здібностей. У стані трансу, вона окинула присутніх своїм пронизуючим поглядом. І тут почалося неймовірне: під напором її погляду, стеля будівлі почала руйнуватися. У багатьох частинах приміщення зайнялося полум'я, всілякі предмети почали пересуватися, злітати, падати на присутніх, вбивати їх, душити, пронизувати їх і перегороджувати їм шляхи до втечі. Загинув і Томмі — його вбило відром, що впало. Загинула і чуйна міс Коллінз. Повертаючись додому, Керрі вбила Кріс і Біллі, які намагалися розчавити її машиною.
Удома її зустріла мати — нібито ласкаво, але насправді лицемірно-удавано. Мати вирішила убити «відьму», якою стала її дочка. Маргарет Вайт встромила в спину дочки, що плаче у неї в обіймах, ніж. Та, вирвавшись, намагалася втекти, і, захищаючись, вбила свою матір. Будинок почав руйнуватися і горіти. Обіймаючи тіло матері, Керрі померла під його уламками.
Сью Снелл вижила, але її нерви ледь витримали все, що відбулося. Їй приснився кошмар, ніби вона покладає квіти біля попелища будинку Керрі, а з землі вилазить закривавлена рука і хапає її.

## У ролях
- Сіссі Спейсек — Керрі Вайт
- Пайпер Лорі — Маргарет Вайт, мати Керрі
- Емі Ірвінг — Сью Снелл
- Вільям Кетт — Томмі Росс
- Ненсі Аллен — Кріс Хангерсен
- Джон Траволта — Біллі Нолан

## Цікаві факти
- Свиняча кров, вилита на Сіссі Спейсек, є підфарбованим харчовими барвниками сиропом.
- Сью Снелл і її мати були зіграні Емі Ірвінг і Прісциллою Пойнтер, які в реальності теж мати і дочка.
- «Керрі» — дебютний роман Кінга, а також перший його роман, за яким було знято кіно.
- Для прослуховування Сіссі Спейсек мазала собі волосся вазеліном і намагалася не мити обличчя. Також вона носила одяг моряка швами назовні.
- Сценарій наказував, щоб будинок Вайт був похований під градом каменів (схожий епізод був у книзі). Творці фільму провели ніч у невдалих спробах реалістично зобразити це. Коли настав світанок, вони вирішили замінити град вогнем. І з усім тим, деякі моменти від початкового задуму все ж залишилися. Коли нам показують кадр, де руйнується стеля, видно, що в ній утворюються дірки так, ніби крізь неї летять камені.
- З цієї ж причини з сценарію була виключена сцена з дитинства Кері, яка є в книзі. У ній Маргарет ловить Керрі, коли та розмовляє з дівчиною, що засмагає на сусідній ділянці, і тягне її в будинок, а потім починається каменепад.
- Одним із художників-постановників фільму був Джек Фіск — чоловік Сіссі Спейсек.
- Сіссі Спейсек не розглядалася як кандидат на роль Кері Вайт, до тих пір, поки Джек Фіск не вмовив режисера Браяна Де Пальму дозволити їй прийти на кінопроби. Проба Сіссі Спейсек так сподобалася Де Пальмі, що вона відразу ж отримала головну роль.
- Згодом Ненсі Аллен стала дружиною режисера Браяна Де Пальми і знялася у нього ще в трьох фільмах: «Домашнє відео» (1980), «Одяг для вбивці» (1980) і «Прокол» (1981).
- Кінодебют Емі Ірвінг.
- Спочатку роль Норми Вотсон була зовсім невеликою. Однак під час знімання епізоду гри в волейбол актриса Пі-Джей Соулз видала вдалу імпровізацію — підійшла до Сіссі Спейсек і з'їздила їй по голові своєю червоною бейсболкою. Імпровізація сподобалася Де Пальмі, і він вирішив істотно збільшити роль актриси.
- Крім ролі вчительки фізкультури міс Коллінз (у романі — міс Дежарден), Бетті Бакклі також озвучила роль хлопчика на велосипеді.
- Вищезазначений хлопчик на велосипеді — це племінник режисера — Камерун Де Пальма.
- Ненсі Ален була останньою, кого затвердили у фільм.
- Коли Керрі і Томмі вирішують, за кого вони будуть голосувати, за кадром звучить пісня у виконанні все тієї ж Бетті Бакклі.
- Емі Ірвінг визнає, що їй спочатку не сподобався сценарій, але після прем'єри вона змінила свою думку.
- У ролі Бейтської середньої школи (Бейтс-Хай), в якій навчається Керрі, виступила реальна американська школа — юнацька середня школа П'єр-Авеню (П'єр-Авеню-Джуніор-Хай), розташована в місті Хермоза-Біч, штат Каліфорнія, за адресою Веллі-драйв, 1645.
- Релігійна статуетка, на яку Керрі молиться в молитовній комірчині, зображує не розп'ятого Ісуса Христа, а пробитого стрілами Святого Себастьяна.
- В епізоді, коли міс Коллінз у гімнастичній залі вичитує однокласниць Керрі за їх витівку, на стіні можна помітити напис «Керрі Вайт жує лайно».
- Емі Ірвінг була дуже розчарована через те, що більша частина сцен за її участю була вирізана. Зокрема з невідомих причин була вирізана сцена, де Сью і Томмі усамітнюються на задньому сидінні його машини, хоча в книзі ця сцена є.
- Запаморочливий ефект в сцені танцю Керрі і Томмі був досягнутий наступним чином: актори Сіссі Спейсек і Вільям Кетт перебували на платформі, яка оберталася в одному напрямку, у той час як камера оберталася в протилежну сторону.
- У свій час, закінчуючи Куітманську середню школу, Сіссі Спейсек дійсно була королевою випускного балу. Тільки на відміну від своєї героїні, Сіссі була обрана цілком очікувано, тому що, попри свою екстравагантну зовнішність, була дуже популярна.
- Знімання кульмінаційного епізоду, в якому Керрі обливають свинячою кров'ю, зайняло цілих два тижні. Будучи прихильницею справжності у всьому, Сіссі Спейсек наполягала на тому, щоб її облили цією свинячою кров'ю. Однак до такого перфекціонізму творці фільму все-таки не дійшли.
- Під час знімання епізоду, в якому пожежний шланг вбиває Норму Вотсон, актриса Пі-Джей Соулз насправді знепритомніла, оскільки водяний струмінь жахливого тиску порвав їй барабанні перетинки.
- Рука, що хапає Сью Снелл з могили, — це дійсно рука Сіссі Спейсек. Перфекціоністка Спейсек наполягла на тому, щоб в землю закопали її саму, а не дублершу, як пропонував режисер.
- Фільм, який Томмі Росс і Сью Снелл дивляться по телевізору, коли Томмі погоджується запросити Керрі на бал, — це вестерн Ральфа Нельсона «Дуель в Д'ябло» (1966).
- Назва школи — Бейтс-Хай — відсилання до імені Нормана Бейтса, героя роману Роберта Блоха «Психоз», за яким Альфред Хічкок поставив свій легендарний трилер «Психоз» (1960). Крім того, в саундтреку фільму кілька разів використаний короткий скрипковий фрагмент з класичної музики Бернарда Херманна до фільму «Психоз» (1960).
- Хоча це особливо й не помітно, але протягом усього фільму Емі Ірвінг носить кільце. Це кільце їй подарував Стівен Кінг.
- Браян Де Пальма вів кастинг одночасно з Джорджем Лукасом, який, своєю чергою, вів кастинг до своїх знаменитих «Зоряних війн». Тому половина акторів з «Керрі» приходила із запрошенням на проби «Зоряних Війн». Так, Емі Ірвінг пробувалася на роль принцеси Леї, а Вільям Кетт — на роль Люка Скайуокера. Так само Керрі Фішер, яка в кінцевому підсумку і стала принцесою Леєю, прийшла, щоб спробувати себе у другорядній ролі в «Керрі».
- Сіссі Спейсек теж проходила кастинг в «Зоряних війнах», де Джордж Лукас спочатку затвердив її на роль тієї самої принцеси Леї.
- Бетті Бакклі 1988 року зіграла в музичній адаптації «Керрі» на Бродвеї, де виконала роль Маргерет Вайт.
- Дебютний роман Кінга «Керрі» вийшов всього за два роки до знімання. Мало знайома з таким жанром велика частина знімальної групи думала, що знімається в чорній комедії, а не у фільмі жахів. Так, Джон Траволта та Ненсі Аллен думали, що грають просто двох придурків для підтримки комедійного ефекту. Пайпер Лорі також вважала Маргерет Вайт швидше смішною, ніж божевільною.